# سديم كاليفورنيا
سديم كاليفورنيا إن جي سي 1499 هو سديم إشعاعي في كوكبة حامل رأس الغول يقع على بعد حوالي 1000 سنة ضوئية من الأرض.وسمي بهذا الاسم لأنه يحاكي الخطوط العريضة لولاية كاليفورنيا الأمريكية قي صور التعرض الطويل.يمتد على حوالي 2.5 درجة في السماء، وبسبب سطوع سطحة المنخفض جدا، فمن الصعب للغاية مشاهدتة بصريا.ويمكن أن يرصد بتلسكوب واسع المجال مع فلتر Hβ (يعزل خط Hβ في 486 نانومتر), سبب الفلورية يعود إلى الإثارة من خط Hβ في السديم بواسطة النجم O7 القريب والنشط، ونجم منكب حامل رأس الغول.
. سديم كاليفورنيا اكتشف من قبل المصور الفلكي إدوارد إيمرسون برنارد في عام 1884

## معرض صور

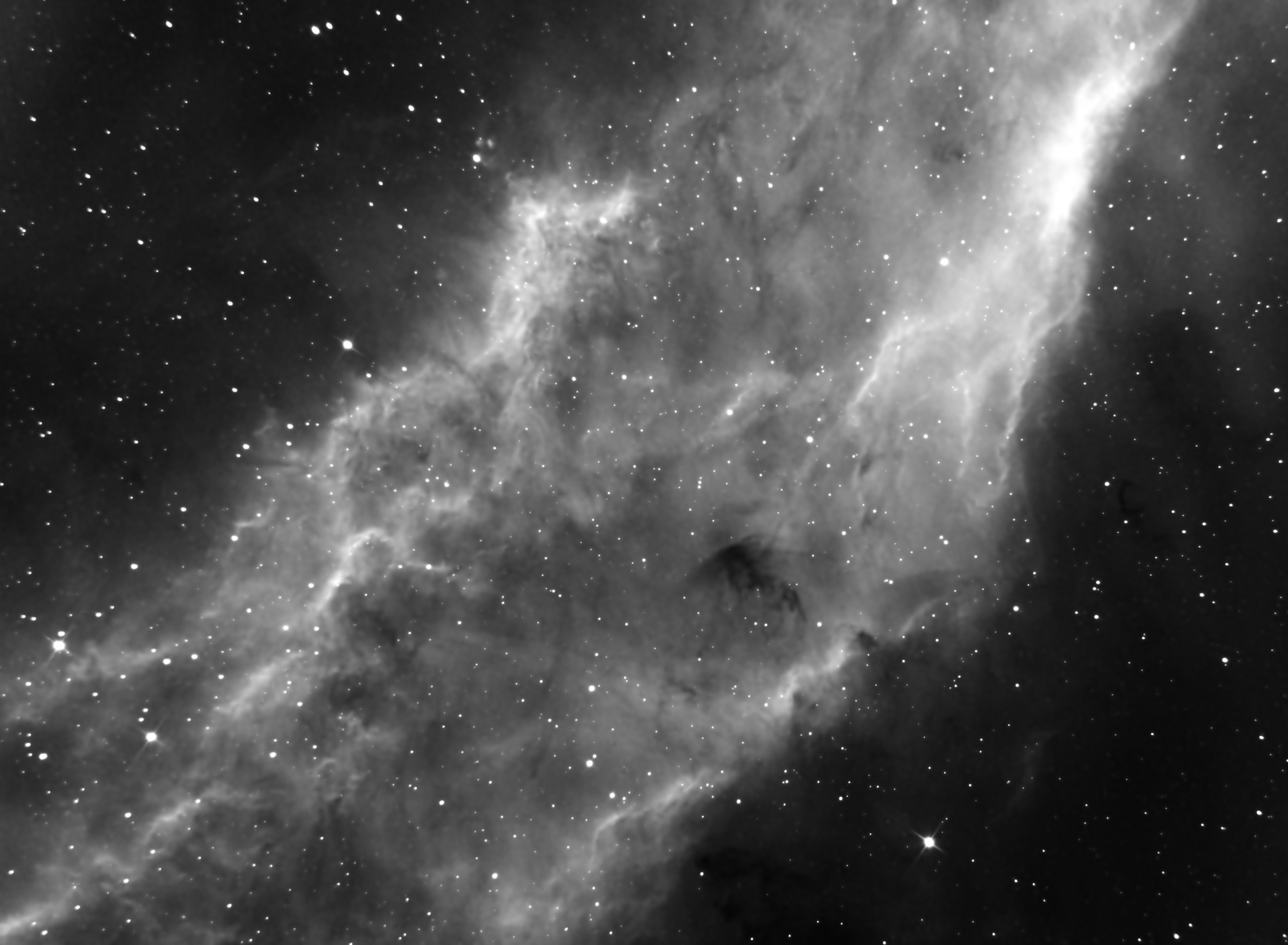
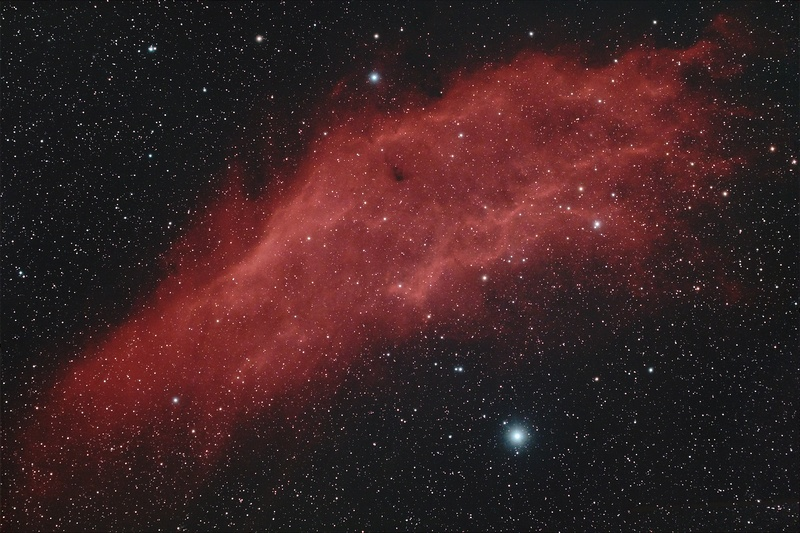
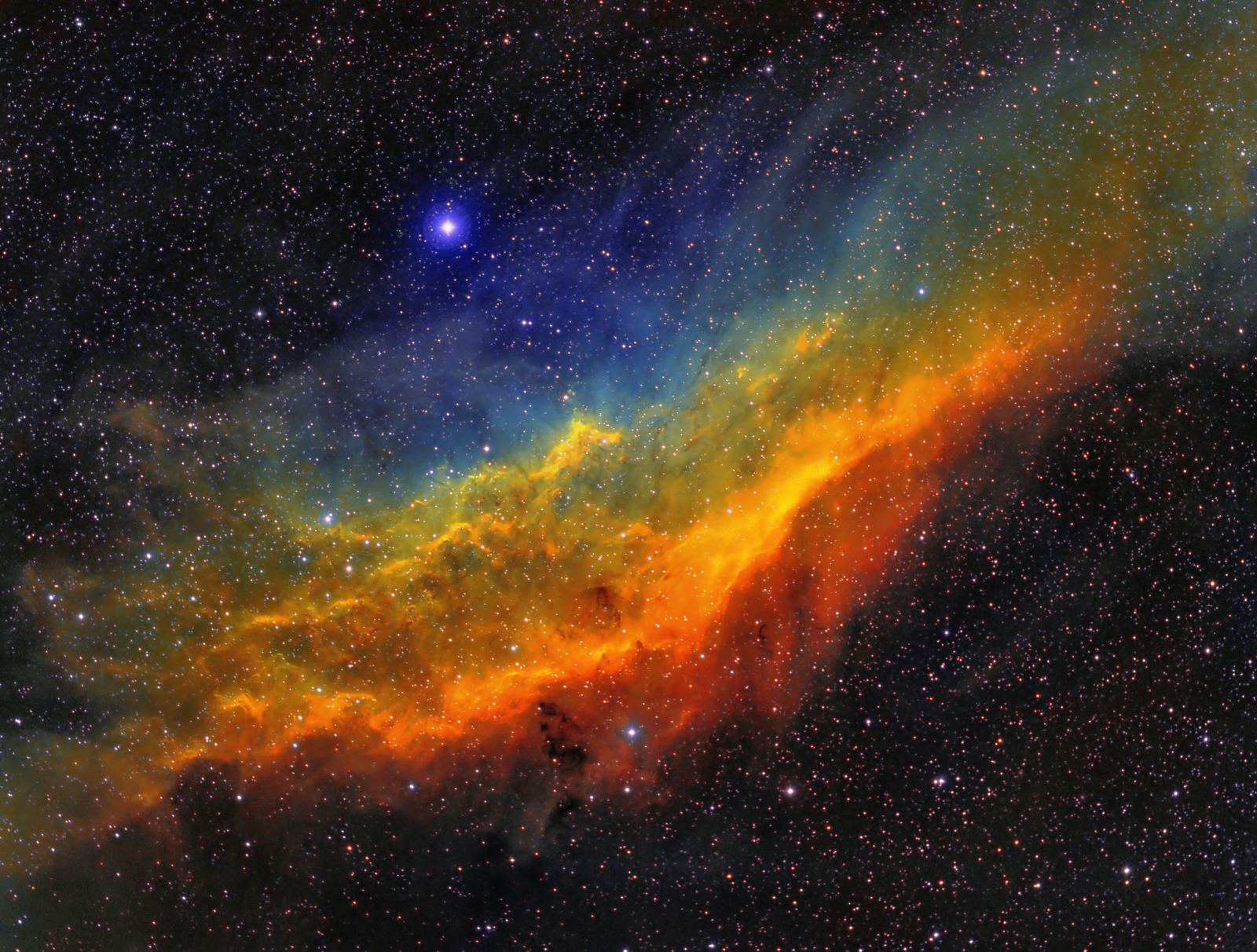
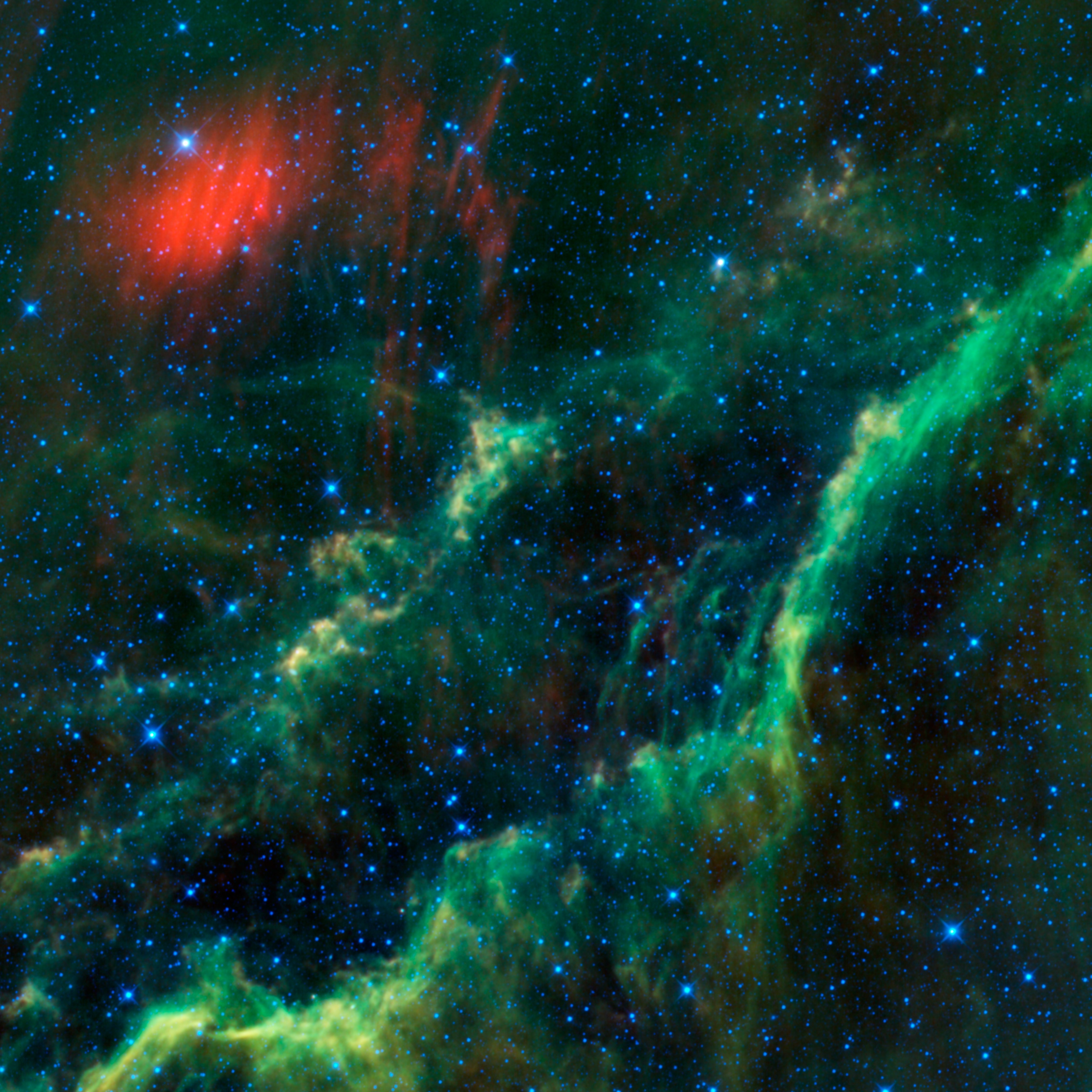
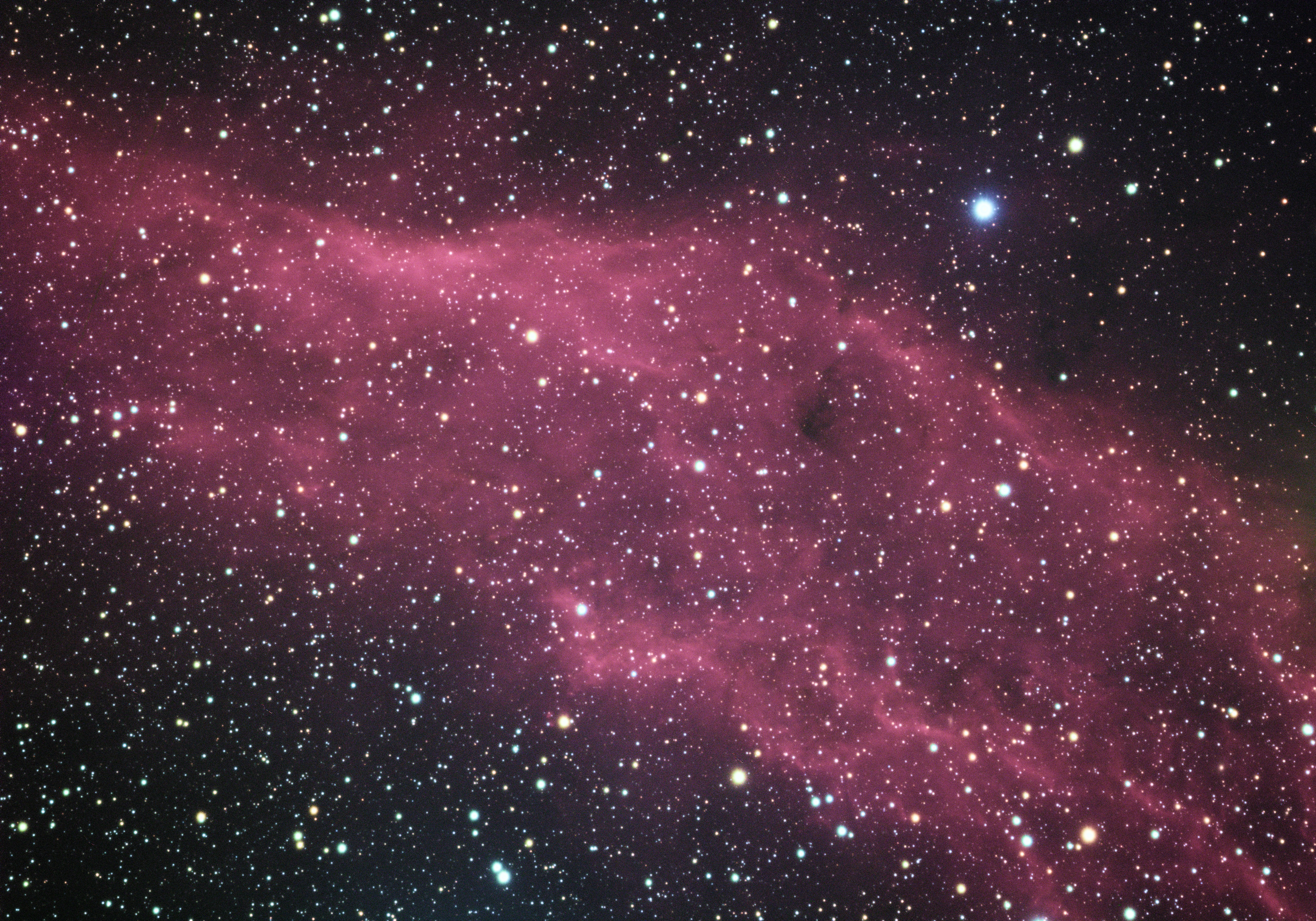

## اقرأ أيضا
- حلقة برنارد
- سديم الساعة الرملية
- سديم الإسكيمو
- سديم الفراشة
- إن جي سي 2261